# Фантомне живлення

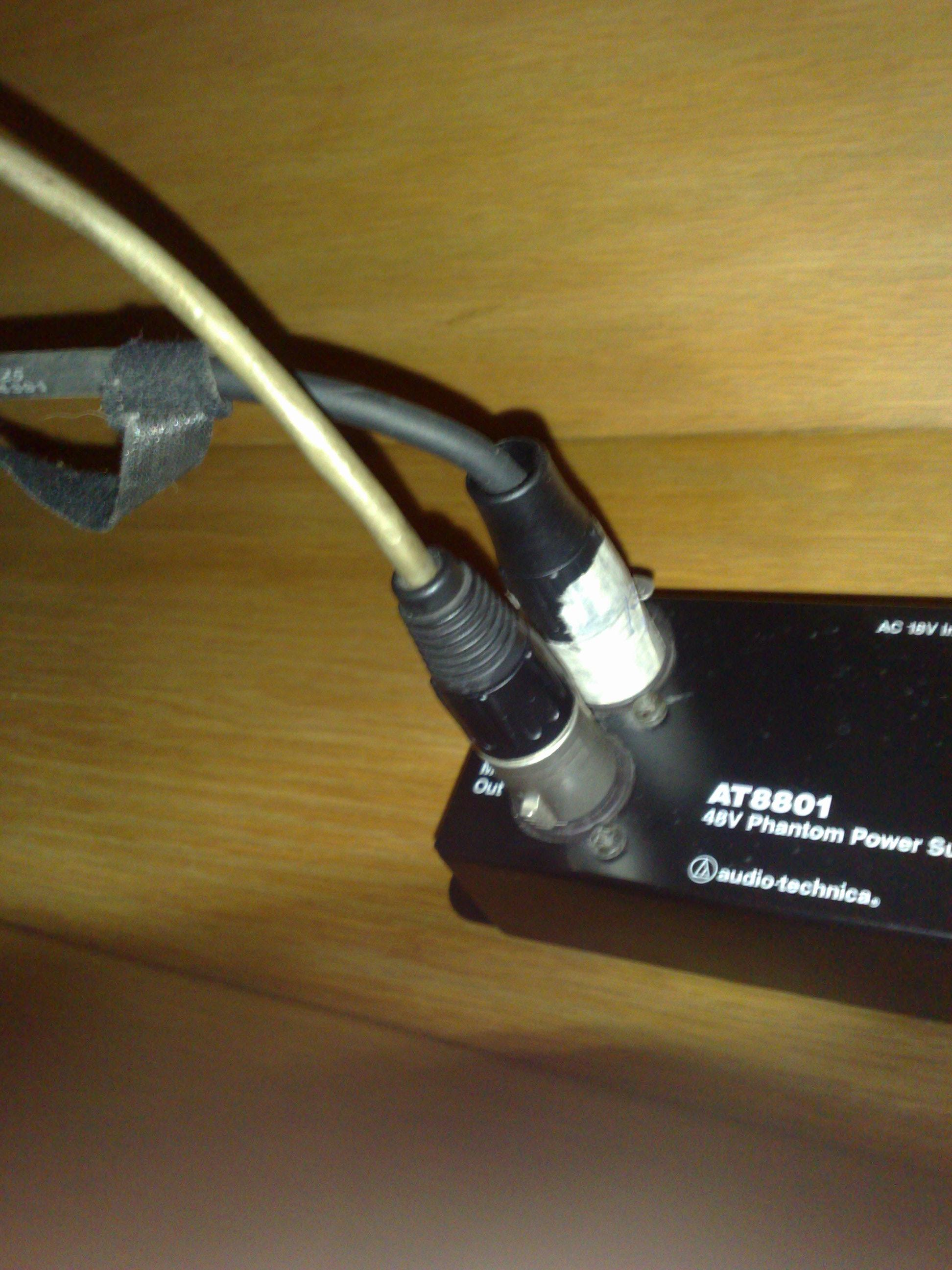
Зовнішнє джерело фантомного живлення мікрофона.

Фантомне живлення (англ. Phantom power) — метод подачі живлення постійного струму безпосередньо по сигнальному кабелю. Такий метод найчастіше застосовується при підключенні конденсаторних мікрофонів для живлення вбудованого підсилювача і поляризації сигналу.
На практиці широко використовується напруги фантомного живлення у 48, 24 і 12 В.

## Застосування

### В звукозапису
Джерела фантомного живлення часто вбудовуються у мікшерні пульти, попередні мікрофонні підсилювачі і подібне обладнання. Мікрофони, що вимагають фантомного живлення, найчастіше підключаються за допомогою роз'єму XLR.

### У комп'ютерних мережах
Подачу електричного живлення пристроїв, що підключаються до мереж Ethernet (IP-камери, точки доступу, IP-телефони) описує стандарт IEEE 802.3af.

### В активних антенах ефірного телемовлення
Коаксіальним кабелем з'єднані приймальна антена і приймач (телевізор). Сигнал від антени досягає приймача, одночасно з тим, як живлення малошумлячого підсилювача, вмонтованого в антену, подається з боку приймача.

### У кабельному телебаченні
Фантомне живлення по магістральному кабелю застосовується для дистанційного резервного живлення магістральних і субмагістральних підсилювачів.